# Iowa Park (Texas)
Iowa Park es una ciudad ubicada en el condado de Wichita en el estado estadounidense de Texas. En el Censo de 2010 tenía una población de 6.355 habitantes y una densidad poblacional de 544,54 personas por km².

## Geografía
Iowa Park se encuentra ubicada en las coordenadas 33°57′47″N 98°41′00″O / 33.96306, -98.68333. Según la Oficina del Censo de los Estados Unidos, Iowa Park tiene una superficie total de 11.67 km², de la cual 10.66 km² corresponden a tierra firme y (8.66%) 1.01 km² es agua.

## Demografía
Según el censo de 2010, había 6.355 personas residiendo en Iowa Park. La densidad de población era de 544,54 hab./km². De los 6.355 habitantes, Iowa Park estaba compuesto por el 94.89% blancos, el 0.42% eran afroamericanos, el 1.21% eran amerindios, el 0.54% eran asiáticos, el 0.02% eran isleños del Pacífico, el 1.35% eran de otras razas y el 1.57% pertenecían a dos o más razas. Del total de la población el 5.79% eran hispanos o latinos de cualquier raza.